# At danse Bournonville
At danse Bournonville er en dansk dokumentarfilm fra 1991 instrueret af Jørgen Leth efter manuskript af Ole John.

## Handling
En film om dansk ballethistories største navn, hvis betydning for det danske balletkorps er uvurderlig. Formålet med denne film er at vise, hvori August Bournonvilles genialitet egentlig bestod. Hvordan har hans indflydelse og inspiration gjort sig gældende op gennem generationer af balletdansere og koreografer, sådan at den også i dag fremstår lyslevende for os? Filmen viser det daglige arbejde i skolerne, i træningen og i opsætningen af forestillinger. I arbejdsafsnit lægges der vægt på at gå tæt på indøvningen af mimik og "replikker" og dansen. I reportageafsnit skildres bl.a. træningen i børneskolerne. Der anvendes uddrag fra følgende balletter: Konservatoriet, Kermessen i Brügge og Napoli.